# Viktor Kornijenko
Viktor Valerijovyč Kornijenko (in ucraino Віктор Валерійович Корнієнко?; Poltava, 14 febbraio 1999) è un calciatore ucraino, difensore dello Šachtar.

## Caratteristiche tecniche
È un terzino sinistro.

## Carriera

### Club
Ha giocato nella prima divisione ucraina.

### Nazionale
Con la Nazionale Under-20 ucraina ha preso parte al Campionato mondiale di calcio Under-20 2019.
L'8 settembre 2021 debutta in nazionale maggiore contro la Rep. Ceca segnando il gol del provvisorio 1-0 della sua squadra.

## Palmarès

### Club

#### Competizioni nazionali
- Supercoppa d'Ucraina: 1

Šachtar: 2021
- Campionato ucraino: 1

Šachtar: 2022-2023

### Nazionale
- Campionato mondiale Under-20: 1

Polonia 2019